# 강원특별자치도의 방송 송신소·중계소 목록
다음은 대한민국 강원특별자치도의 방송 송신소와 중계소 목록이다.

## 강촌 소출력
- 연 위치 : 강원 춘천시 남산면 강촌리

| 디지털TV |             |          |          |       |
| 가상채널 | 방송국명    | 호출부호 | 물리채널 | 출력  |
| CH 6-1   | G1방송 TV   | HLCG-DTV | CH 40    | 0.05W |
| CH 10-1  | EBS 1TV     | HLQL-DTV | CH 48    | 0.05W |
| CH 10-2  | EBS 2TV     | HLQL-DTV | CH 48    | 0.05W |
| CH 11-1  | 춘천MBC DTV | HLAN-DTV | CH 33    | 0.05W |

## 경포 송신소
- 연 위치 : 강원 강릉시 초당동 443

| AM라디오 |                    |          |       |           |
| 채널     | 방송국명           | 호출부호 | 출력  | 가시청권  |
| 864kHz   | KBS 강릉 제1라디오 | HLKR     | 100kW | 강원 영동 |

## 괘방산 송신소
- 연 위치 : 강원 강릉시 강동면 정동진리 산19-1

| 디지털TV   |                            |            |                      |      |           |
| 가상채널   | 방송국명                   | 호출부호   | 물리채널             | 출력 | 가시청권  |
| CH 6-1     | G1방송TV                   | HLCG-DTV   | CH 16                | 2㎾  | 강원 영동 |
| CH 7-1     | KBS강릉 DTV2               | HLAH-DTV   | CH 17                | 2㎾  | 강원 영동 |
| CH 9-1     | KBS강릉 DTV1               | HLKR-DTV   | CH 15                | 2㎾  | 강원 영동 |
| CH 10-1    | EBS DTV                    | HLQL-DTV   | CH 18                | 2㎾  | 강원 영동 |
| CH 11-1    | MBC강원영동강릉MBC DTV     | HLAF-DTV   | CH 14                | 2㎾  | 강원 영동 |
| UHD        |                            |            |                      |      |           |
| 가상채널   | 방송국명                   | 호출부호   | 물리채널             | 출력 | 가시청권  |
| CH 6-1     | G1방송 UHDTV               | HLCG-UHDTV | CH 53                | 4kW  | 강원 영동 |
| CH 7-1     | KBS서울 UHDTV2             | HLSA-UHDTV | CH 56                | 4kW  | 강원 영동 |
| CH 9-1     | KBS서울 UHDTV1             | HLKA-UHDTV | CH 52                | 4kW  | 강원 영동 |
| CH 9-2     | KBS NEWS 24                | HLKA-UHDTV | CH 52                | 4kW  | 강원 영동 |
| CH 11-1    | MBC강원영동강릉MBC UHDTV   | HLKV-UHDTV | CH 53                | 4kW  | 강원 영동 |
| FM라디오   |                            |            |                      | 4kW  | 강원 영동 |
| 채널       | 방송국명                   | 호출부호   |                      | 출력 | 가시청권  |
| 89.1㎒     | KBS강릉 음악FM             | HLKR-FM    |                      | 5㎾  | 강원 영동 |
| 90.1㎒     | 강원극동방송               | HLDY-FM    |                      | 3㎾  | 강원 영동 |
| 91.5㎒     | CBS영동극동방송            | HLCO-FM    |                      | 3㎾  | 강원 영동 |
| 92.5㎒     | KFN국군방송                | HLSE-FM    |                      | 3㎾  | 강원 영동 |
| 94.3㎒     | MBC강원영동강릉MBC FM4U    | HLAF-FM    |                      | 5㎾  | 강원 영동 |
| 96.3㎒     | MBC강원영동강릉MBC 라디오  | HLAF-SFM   |                      | 3㎾  | 강원 영동 |
| 98.9㎒     | KBS강릉 제1라디오          | HLKR-SFM   |                      | 1㎾  | 강원 영동 |
| 102.1㎒    | KBS강릉 제2라디오(HappyFM) | HLAH-SFM   |                      | 5㎾  | 강원 영동 |
| 103.3㎒    | 강릉국악방송               | ?          |                      | 1㎾  | 강원 영동 |
| 104.9㎒    | EBS FM                     | HLQL-FM    |                      | 3㎾  | 강원 영동 |
| 106.1㎒    | G1 Fresh FM                | HLCG-FM    |                      | 3㎾  | 강원 영동 |
| 지상파DMB  |                            |            |                      |      |           |
| 앙상블명   | 방송국명                   | 호출부호   | 채널(주파수)         | 출력 | 가시청권  |
| MY MBC     | MY MBC                     | HLAN-TDMB  | CH 13-A (211.280MHz) | 2㎾  | 강원 영동 |
| U-KBS      | KBS STAR                   | HLKM-TDMB  | CH 13B (213.008MHz)  | 2㎾  | 강원 영동 |
| U-KBS      | HD KBS STAR                | HLKM-TDMB  | CH 13B (213.008MHz)  | 2㎾  | 강원 영동 |
| U-KBS      | KBS HEART                  | HLKM-TDMB  | CH 13B (213.008MHz)  | 2㎾  | 강원 영동 |
| U-KBS      | KBS MUSIC                  | HLKM-TDMB  | CH 13B (213.008MHz)  | 2㎾  | 강원 영동 |
| G1방송 DMB | Hi G1                      | HLCG-TDMB  | CH 13-C (214.736MHz) | 2㎾  | 강원 영동 |
| G1방송 DMB | Go G1                      | HLCG-TDMB  | CH 13-C (214.736MHz) | 2㎾  | 강원 영동 |

## 남산A 소출력
- 연 위치 : 강원 춘천시 남산면 강촌리

| 디지털TV |              |          |          |       |
| 가상채널 | 방송국명     | 호출부호 | 물리채널 | 출력  |
| CH 7-1   | KBS춘천 DTV2 | HLAH-DTV | CH 41    | 0.05W |
| CH 9-1   | KBS춘천 DTV1 | HLKR-DTV | CH 32    | 0.05W |

## 남산B 소출력
- 연 위치 : 강원 춘천시 남산면 강촌리

| 디지털TV |              |          |          |       |
| 가상채널 | 방송국명     | 호출부호 | 물리채널 | 출력  |
| CH 7-1   | KBS춘천 DTV2 | HLAH-DTV | CH 41    | 0.05W |
| CH 9-1   | KBS춘천 DTV1 | HLKR-DTV | CH 32    | 0.05W |

## 대관령 중계소
- 연 위치 : 강원 평창군 대관령면 횡계리 산1

| 디지털TV |                        |            |          |      |           |
| 가상채널 | 방송국명               | 호출부호   | 물리채널 | 출력 | 가시청권  |
| CH 7-1   | KBS강릉 DTV2           | HLAH-DTV   | CH 26    | 90㎾ | 강원 영동 |
| CH 9-1   | KBS강릉 DTV1           | HLKR-DTV   | CH 24    | 90㎾ | 강원 영동 |
| CH 10-1  | EBS 1TV                | HLQL-DTV   | CH 38    | 90㎾ | 강원 영동 |
| CH 11-1  | MBC강원영동강릉MBC DTV | HLAF-DTV   | CH 25    | 90㎾ | 강원 영동 |
| UHD      |                        |            |          | 90㎾ | 강원 영동 |
| 가상채널 | 방송국명               | 호출부호   | 물리채널 | 출력 | 가시청권  |
| CH 6-1   | G1방송 UHDTV           | HLCG-UHDTV | CH 34    | 2kW  | 강원 영동 |

## 대룡산 중계소
- 연 위치 : 강원 춘천시 동내면 고은리 산1-2

| 디지털TV   |                |           |                      |      |                                       |
| 가상채널   | 방송국명       | 호출부호  | 물리채널             | 출력 | 가시청권                              |
| CH 6-1     | G1방송 TV      | HLCG-DTV  | CH 16                | 1㎾  | 춘천, 홍천 일부, 화천 일부, 철원 일부 |
| CH 7-1     | KBS춘천 DTV2   | HLCE-DTV  | CH 17                | 1㎾  | 춘천, 홍천 일부, 화천 일부, 철원 일부 |
| CH 9-1     | KBS춘천 DTV1   | HLKM-DTV  | CH 15                | 1㎾  | 춘천, 홍천 일부, 화천 일부, 철원 일부 |
| CH 10-1    | EBS 1TV        | HLQL-DTV  | CH 18                | 1㎾  | 춘천, 홍천 일부, 화천 일부, 철원 일부 |
| CH 10-2    | EBS 2TV        | HLQL-DTV  | CH 18                | 1㎾  | 춘천, 홍천 일부, 화천 일부, 철원 일부 |
| CH 11-1    | 춘천MBC DTV    | HLAN-DTV  | CH 14                | 1㎾  | 춘천, 홍천 일부, 화천 일부, 철원 일부 |
| FM라디오   |                |           |                      |      |                                       |
| 주파수     | 방송국명       | 호출부호  |                      | 출력 | 가시청권                              |
| 92.3MHz    | 춘천MBC 라디오 | HLAN-SFM  |                      | 3㎾  | 춘천, 홍천 일부, 화천 일부, 철원 일부 |
| 92.9㎒     | 강원극동방송   | HLDY-FM   |                      | 500W | 춘천, 홍천 일부, 화천 일부, 철원 일부 |
| 94.5MHz    | 춘천MBC FM4U   | HLAN-FM   |                      | 3㎾  | 춘천, 홍천 일부, 화천 일부, 철원 일부 |
| 100.1MHz   | 춘천불교방송   | HLQM-FM   |                      | 3㎾  | 춘천, 홍천 일부, 화천 일부, 철원 일부 |
| 105.1MHz   | G1 Fresh FM    | HLCG-FM   |                      | 3㎾  | 춘천, 홍천 일부, 화천 일부, 철원 일부 |
| 지상파DMB  |                |           |                      |      |                                       |
| 앙상블명   | 방송국명       | 호출부호  | 채널(주파수)         | 출력 | 가시청권                              |
| MY MBC     | MY MBC         | HLAN-TDMB | CH 13-A (211.280MHz) | 2㎾  | 춘천, 홍천 일부, 화천 일부, 철원 일부 |
| U-KBS      | KBS STAR       | HLKM-TDMB | CH 13B (213.008MHz)  | 2㎾  | 춘천, 홍천 일부, 화천 일부, 철원 일부 |
| U-KBS      | HD KBS STAR    | HLKM-TDMB | CH 13B (213.008MHz)  | 2㎾  | 춘천, 홍천 일부, 화천 일부, 철원 일부 |
| U-KBS      | KBS HEART      | HLKM-TDMB | CH 13B (213.008MHz)  | 2㎾  | 춘천, 홍천 일부, 화천 일부, 철원 일부 |
| U-KBS      | KBS MUSIC      | HLKM-TDMB | CH 13B (213.008MHz)  | 2㎾  | 춘천, 홍천 일부, 화천 일부, 철원 일부 |
| G1방송 DMB | Hi G1          | HLCG-TDMB | CH 13-C (214.736MHz) | 2㎾  | 춘천, 홍천 일부, 화천 일부, 철원 일부 |
| G1방송 DMB | Go G1          | HLCG-TDMB | CH 13-C (214.736MHz) | 2㎾  | 춘천, 홍천 일부, 화천 일부, 철원 일부 |

## 대성산 중계소
- 연 위치: 강원 화천군 상서면 봉오리 산224-1

| FM라디오 |            |          |      |          |
| 채널     | 방송국명   | 호출부호 | 출력 | 가시청권 |
| 103.3㎒  | KFN 라디오 | HLQQ-FM  | 1㎾  | 강원도   |

## 대암산 중계소
- 연 위치 : 강원 인제군 서화면 서흥리 산170

| 디지털TV |                |          |          |        |                            |
| 가상채널 | 방송국명       | 호출부호 | 물리채널 | 출력   | 가시청권                   |
| CH 7-1   | KBS춘천 DTV2   | HLCE-DTV | CH 25    | 0.09㎾ | 양구군 일원, 인제군 서화면 |
| CH 9-1   | KBS춘천 DTV1   | HLKM-DTV | CH 22    | 0.09㎾ | 양구군 일원, 인제군 서화면 |
| CH 10-1  | EBS 1TV        | HLQL-DTV | CH 37    | 0.09㎾ | 양구군 일원, 인제군 서화면 |
| CH 10-2  | EBS 2TV        | HLQL-DTV | CH 37    | 0.09㎾ | 양구군 일원, 인제군 서화면 |
| CH 11-1  | 춘천MBC DTV    | HLAN-DTV | CH 49    | 0.09㎾ | 양구군 일원, 인제군 서화면 |
| FM라디오 |                |          |          |        |                            |
| 주파수   | 방송국명       | 호출부호 |          | 출력   | 가시청권                   |
| 88.9㎒   | 춘천MBC 라디오 | HLAN-SFM |          | 500㎾  | 양구군 일원, 인제군 서화면 |
| 98.3㎒   | 춘천MBC FM4U   | HLAN-FM  |          | 500㎾  | 양구군 일원, 인제군 서화면 |
| 101.5㎒  | KFN 라디오     | HLSE-FM  |          | 100W   | 양구군 일원, 인제군 서화면 |
| 104.5㎒  | EBS FM         | HLQL-FM  |          | 500W   | 양구군 일원, 인제군 서화면 |

## 백운산 중계소
- 연 위치 : 강원 원주시 판부면 서곡리 산166
- 연 위치 : 강원 원주시 판부면 신촌리 산80

| 디지털TV   |                   |            |                     |      |                                                                   |
| 가상채널   | 방송국명          | 호출부호   | 물리채널            | 출력 | 가시청권                                                          |
| CH 6-1     | G1방송 TV         | HLCG-DTV   | CH 50 50            | 1㎾  | 원주, 횡성, 이천 일부, 여주 일부, 제천 일부                       |
| CH 7-1     | KBS원주 DTV2      | HLCE-DTV   | CH 45               | 1㎾  | 원주, 횡성, 이천 일부, 여주 일부, 제천 일부                       |
| CH 9-1     | KBS원주 DTV1      | HLCW-DTV   | CH 44               | 1㎾  | 원주, 횡성, 이천 일부, 여주 일부, 제천 일부                       |
| CH 10-1    | EBS 1TV           | HLQL-DTV   | CH 51               | 1㎾  | 원주, 횡성, 이천 일부, 여주 일부, 제천 일부                       |
| CH 10-2    | EBS 2TV           | HLQL-DTV   | CH 51               | 1㎾  | 원주, 횡성, 이천 일부, 여주 일부, 제천 일부                       |
| CH 11-1    | 원주MBC DTV       | HLSB-DTV   | CH 46               | 1㎾  | 원주, 횡성, 이천 일부, 여주 일부, 제천 일부                       |
| UHDTV      |                   |            |                     |      |                                                                   |
| 가상채널   | 방송국명          | 호출부호   | 물리채널            | 출력 | 가시청권                                                          |
| CH 6-1     | G1방송 UHDTV      | HLCG-DTV   | CH 34               | 4㎾  | 원주, 횡성, 홍천 일부, 영월 일부, 이천 일부, 여주 일부, 제천 일부 |
| CH 7-1     | KBS원주 2TV       | HLCE-UHDTV | CH 56               | 2㎾  | 원주, 횡성, 홍천 일부, 영월 일부, 이천 일부, 여주 일부, 제천 일부 |
| CH 9-1     | KBS원주 1TV       | HLCW-UHDTV | CH 52               | 2㎾  | 원주, 횡성, 홍천 일부, 영월 일부, 이천 일부, 여주 일부, 제천 일부 |
| CH 11-1    | 원주MBC UHDTV     | HLSB-DTV   | CH 55               | 2㎾  | 원주, 횡성, 홍천 일부, 영월 일부, 이천 일부, 여주 일부, 제천 일부 |
| FM라디오   |                   |            |                     |      |                                                                   |
| 주파수     | 방송국명          | 호출부호   |                     | 출력 | 가시청권                                                          |
| 89.5㎒     | KBS원주 음악FM    | HLSB-FM    |                     | 3㎾  | 원주, 횡성, 홍천 일부, 영월 일부, 이천 일부, 여주 일부, 제천 일부 |
| 92.7㎒     | 원주MBC 라디오    | HLSB-SFM   |                     | 1㎾  | 원주, 횡성, 홍천 일부, 영월 일부, 이천 일부, 여주 일부, 제천 일부 |
| 97.1㎒     | KBS원주 제1라디오 | HLCW-SFM   |                     | 1㎾  | 원주, 횡성, 홍천 일부, 영월 일부, 이천 일부, 여주 일부, 제천 일부 |
| 98.9㎒     | 원주MBC FM4U      | HLSB-FM    |                     | 3㎾  | 원주, 횡성, 홍천 일부, 영월 일부, 이천 일부, 여주 일부, 제천 일부 |
| 104.9㎒    | EBS FM            | HLQL-FM    |                     | 3㎾  | 원주, 횡성, 홍천 일부, 영월 일부, 이천 일부, 여주 일부, 제천 일부 |
| 105.9㎒    | TBN강원교통방송   | HLSV-FM    |                     | 1㎾  | 원주, 횡성, 홍천 일부, 영월 일부, 이천 일부, 여주 일부, 제천 일부 |
| 지상파DMB  |                   |            |                     |      |                                                                   |
| 앙상블명   | 방송국명          | 호출부호   | 채널(주파수)        | 출력 | 가시청권                                                          |
| MY MBC     | MY MBC            | HLAN-TDMB  | CH 13B (211.280MHz) | 2㎾  | 원주, 횡성, 이천 일부, 여주 일부, 제천 일부                       |
| U-KBS      | KBS STAR          | HLKM-TDMB  | CH 13B (213.008MHz) | 2㎾  | 원주, 횡성, 이천 일부, 여주 일부, 제천 일부                       |
| U-KBS      | HD KBS STAR       | HLKM-TDMB  | CH 13B (213.008MHz) | 2㎾  | 원주, 횡성, 이천 일부, 여주 일부, 제천 일부                       |
| U-KBS      | KBS HEART         | HLKM-TDMB  | CH 13B (213.008MHz) | 2㎾  | 원주, 횡성, 이천 일부, 여주 일부, 제천 일부                       |
| U-KBS      | KBS MUSIC         | HLKM-TDMB  | CH 13B (213.008MHz) | 2㎾  | 원주, 횡성, 이천 일부, 여주 일부, 제천 일부                       |
| G1방송 DMB | Hi G1             | HLCG-TDMB  | CH 13B (214.736MHz) | 2㎾  | 원주, 횡성, 이천 일부, 여주 일부, 제천 일부                       |
| G1방송 DMB | Go G1             | HLCG-TDMB  | CH 13B (214.736MHz) | 2㎾  | 원주, 횡성, 이천 일부, 여주 일부, 제천 일부                       |

## 봉황산 중계소
- 연 위치 : 강원 삼척시 정상동 산41

| 디지털TV   |              |           |                      |      |                                   |
| 가상채널   | 방송국명     | 호출부호  | 물리채널             | 출력 | 가시청권                          |
| CH 6-1     | G1방송       | HLCG-DTV  | CH 37                | 90W  | 삼척, 동해 (산악, 장애 지역 제외) |
| CH 7-1     | KBS강릉 DTV1 | HLCE-DTV  | CH 46                | 2㎾  | 삼척, 동해 (산악, 장애 지역 제외) |
| CH 9-1     | KBS강릉 DTV1 | HLKR-DTV  | CH 40                | 2㎾  | 삼척, 동해 (산악, 장애 지역 제외) |
| CH 10-1    | EBS 1TV      | HLQL-DTV  | CH 18                | 1W   | 삼척, 동해 (산악, 장애 지역 제외) |
| CH 10-2    | EBS 2TV      | HLQL-DTV  | CH 18                | 1W   | 삼척, 동해 (산악, 장애 지역 제외) |
| CH 11-1    | 삼척MBC DTV  | HLAF-DTV  | CH 27                | 90W  | 삼척, 동해 (산악, 장애 지역 제외) |
| 지상파DMB  |              |           |                      |      |                                   |
| 앙상블명   | 방송국명     | 호출부호  | 채널(주파수)         | 출력 | 가시청권                          |
| G1방송 DMB | Hi G1        | HLCG-TDMB | CH 13-C (214.736MHz) | 2㎾  | 삼척, 동해 (산악, 장애 지역 제외) |
| G1방송 DMB | Go G1        | HLCG-TDMB | CH 13-C (214.736MHz) | 2㎾  | 삼척, 동해 (산악, 장애 지역 제외) |

## 속초 송신소
- 연 위치 : 강원 속초시 도문동 산321 (목우재)

| 디지털TV  |                            |            |                      |       |           |
| 가상채널  | 방송국명                   | 호출부호   | 물리채널             | 출력  | 가시청권  |
| CH 7-1    | KBS강릉 DTV2               | HLCG-DTV   | CH 22                | 2㎾   | 강원 영동 |
| CH 9-1    | KBS강릉 DTV1               | HLAH-DTV   | CH 21                | 2㎾   | 강원 영동 |
| CH 10-1   | EBS 1TV                    | HLQL-DTV   | CH 18                | 2㎾   | 강원 영동 |
| CH 10-2   | EBS 2TV                    | HLQL-DTV   | CH 18                | 2㎾   | 강원 영동 |
| CH 11-1   | MBC강원영동강릉MBC DTV     | HLAF-DTV   | CH 23                | 2㎾   | 강원 영동 |
| UHD       |                            |            |                      |       |           |
| 가상채널  | 방송국명                   | 호출부호   | 물리채널             | 출력  | 가시청권  |
| CH 7-1    | KBS서울 UHDTV2             | HLCG-UHDTV | CH 53                | 4kW   | 강원 속초 |
| CH 9-1    | KBS서울 UHDTV1             | HLKA-UHDTV | CH 52                | 4kW   | 강원 속초 |
| CH 9-2    | KBS NEWS 24                | HLKA-UHDTV | CH 52                | 4kW   | 강원 속초 |
| CH 9-3    | KBS 1Radio                 | HLKA-UHDTV | CH 52                | 4kW   | 강원 속초 |
| CH 11-1   | MBC강원영동강릉MBC UHDTV   | HLKV-UHDTV | CH 53                | 4kW   | 강원 속초 |
| FM라디오  |                            |            |                      |       |           |
| 채널      | 방송국명                   | 호출부호   |                      | 출력  | 가시청권  |
| 88.1㎒    | KBS강릉 제1라디오          | HLKR-FM    |                      | 100㎾ | 강원 속초 |
| 91.9㎒    | CBS영동극동방송            | HLCO-FM    |                      | 3㎾   | 강원 속초 |
| 98.9㎒    | KBS강릉 제1라디오          | HLKR-SFM   |                      | 1㎾   | 강원 속초 |
| 101.3㎒   | G1 Fresh FM                | HLCG-FM    |                      | 3㎾   | 강원 속초 |
| 102.9㎒   | 강원극동방송               | HLDY-FM    |                      | 3㎾   | 강원 속초 |
| 106.7㎒   | KBS강릉 제2라디오(HappyFM) | HLAH-SFM   |                      | 5㎾   | 강원 속초 |
| 107.7㎒   | EBS FM                     | HLQL-FM    |                      | 3㎾   | 강원 속초 |
| 지상파DMB |                            |            |                      |       | 강원 속초 |
| 앙상블명  | 방송국명                   | 호출부호   | 채널(주파수)         | 출력  | 가시청권  |
| U-KBS     | KBS STAR                   | -          | CH 13-B (213.008MHz) | 90 W  | 강원 속초 |
| U-KBS     | HD KBS STAR                | -          | CH 13-B (213.008MHz) | 90 W  | 강원 속초 |
| U-KBS     | KBS HEART                  | -          | CH 13-B (213.008MHz) | 90 W  | 강원 속초 |
| U-KBS     | KBS MUSIC                  | -          | CH 13-B (213.008MHz) | 90 W  | 강원 속초 |

## 청대산 중계소
- 연 위치 : 강원 속초시 도문동 산151

| 디지털TV   |             |           |                      |       |
| 가상채널   | 방송국명    | 호출부호  | 물리채널             | 출력  |
| CH 6-1     | G1방송 TV   | HLCG-DTV  | CH 25                | 20㎾  |
| FM라디오   |             |           |                      |       |
| 주파수     | 방송국명    | 호출부호  |                      | 출력  |
| 101.3MHz   | G1 Fresh FM | HLCG-FM   |                      | 100㎾ |
| 지상파DMB  |             |           |                      |       |
| 앙상블명   | 방송국명    | 호출부호  | 채널(주파수)         | 출력  |
| G1방송 DMB | Hi G1       | HLCG-TDMB | CH 13-C (214.736MHz) | 90 W  |
| G1방송 DMB | Go G1       | HLCG-TDMB | CH 13-C (214.736MHz) |       |

## 춘천 중계소
- 연 위치 : 강원 춘천시 동면 평촌리 산46 (춘천문화방송)

| FM라디오 |                 |          |  |      |                                       |
| 채널     | 방송국명        | 호출부호 |  | 출력 | 가시청권                              |
| 93.7MHz  | 강원CBS 표준FM  | HLDC-FM  |  | 3㎾  | 춘천, 홍천 일부, 화천 일부, 철원 일부 |
| 103.7MHz | TBN강원교통방송 | -        |  | 3㎾  | 춘천, 홍천 일부, 화천 일부, 철원 일부 |

## 함백산 중계소
- 연 위치 : 강원 춘천시 동내면 고은리 산1-2
- 연 위치 : 강원 태백시 상장동 산176-9

| 디지털TV  |                    |           |                      |       |                                        |
| 가상채널  | 방송국명           | 호출부호  | 물리채널             | 출력  | 가시청권                               |
| 6-1       | G1방송 TV          | HLAH-DTV  | CH 16                | 1㎾   | 태백, 영월, 삼척, 정선                 |
| 7-1       | KBS강릉 2TV        | HLAH-DTV  | CH 17                | 1㎾   | 태백, 영월, 삼척, 정선                 |
| 9-1       | KBS강릉 1TV        | HLKR-DTV  | CH 15                | 1㎾   | 태백, 영월, 삼척, 정선                 |
| CH 10-1   | EBS 1TV            | HLQL-DTV  | CH 18                | 1㎾   | 태백, 영월, 삼척, 정선                 |
| CH 10-2   | EBS 2TV            | HLQL-DTV  | CH 18                | 1㎾   | 태백, 영월, 삼척, 정선                 |
| 11-1      | MBC강원영동 삼척TV | HLAQ-DTV  | CH 14                | 1㎾   | 태백, 영월, 삼척, 정선                 |
| FM라디오  |                    |           |                      |       |                                        |
| 주파수    | 방송국명           | 호출부호  |                      | 출력  | 가시청권                               |
| 93.7 MHz  | KBS강릉 제1라디오  | HLSJ-SFM  |                      | 1㎾   | 태백, 영월, 삼척, 정선, 경북 북부 일부 |
| 97.3MHz   | KBS강릉 음악FM     | HLSJ-FM   |                      | 3㎾   | 태백, 영월, 삼척, 정선, 경북 북부 일부 |
| 98.1MHz   | 삼척MBC FM4U       | HLAQ-FM   |                      | 3㎾   | 태백, 영월, 삼척, 정선, 경북 북부 일부 |
| 99.3MHz   | G1 Fresh FM        | HLCG-FM   |                      | 100㎾ | 태백, 영월, 삼척, 정선, 경북 북부 일부 |
| 101.5MHz  | 삼척MBC 라디오     | HLAQ-SFM  |                      | 1㎾   | 태백, 영월, 삼척, 정선, 경북 북부 일부 |
| 107.1MHz  | EBS FM             | HLQL-FM   |                      | 1㎾   | 태백, 영월, 삼척, 정선, 경북 북부 일부 |
| 지상파DMB |                    |           |                      |       |                                        |
| 앙상블명  | 방송국명           | 호출부호  | 채널(주파수)         | 출력  | 가시청권                               |
| MY MBC    | MY MBC             | HLAN-TDMB | CH 13-A (211.280MHz) |       | 태백, 영월, 삼척, 정선, 경북 북부 일부 |
| U-KBS     | KBS STAR           | HLKM-TDMB | CH 13B (213.008MHz)  |       | 태백, 영월, 삼척, 정선, 경북 북부 일부 |
| U-KBS     | HD KBS STAR        | HLKM-TDMB | CH 13B (213.008MHz)  |       | 태백, 영월, 삼척, 정선, 경북 북부 일부 |
| U-KBS     | KBS HEART          | HLKM-TDMB | CH 13B (213.008MHz)  |       | 태백, 영월, 삼척, 정선, 경북 북부 일부 |
| U-KBS     | KBS MUSIC          | HLKM-TDMB | CH 13B (213.008MHz)  |       | 태백, 영월, 삼척, 정선, 경북 북부 일부 |

## 호산 중계소
- 연 위치 : 강원 삼척시 원덕읍 호산리 산49-1

| 디지털TV  |                                 |           |                      |      |                      |
| 가상채널  | 방송국명                        | 호출부호  | 물리채널             | 출력 | 가시청권             |
| CH 7-1    | KBS춘천 DTV2                    | HLCG-DTV  | CH 35                | 5W   | 삼척시 원덕읍 호산리 |
| CH 9-1    | KBS춘천 DTV1                    | HLCE-DTV  | CH 33                | 5W   | 삼척시 원덕읍 호산리 |
| CH 10-1   | EBS 1TV                         | HLQL-DTV  | CH 36                | 5W   | 삼척시 원덕읍 호산리 |
| CH 10-2   | EBS 2TV                         | HLQL-DTV  | CH 36                | 5W   | 삼척시 원덕읍 호산리 |
| CH 11-1   | MBC강원영동 삼척방송국 디지털TV | HLAN-DTV  | CH 26                | 5W   | 삼척시 원덕읍 호산리 |
| FM라디오  |                                 |           |                      |      |                      |
| 채널      | 방송국명                        | 호출부호  |                      | 출력 | 가시청권             |
| 93.1MHz   | MBC강원영동 삼척 표준FM         | HLAQ-SFM  |                      | 3㎾  | 삼척시 원덕읍 호산리 |
| 103.7MHz  | MBC강원영동 삼척 FM4U           | HLAQ-SFM  |                      | 3㎾  | 삼척시 원덕읍 호산리 |
| 지상파DMB |                                 |           |                      |      |                      |
| 앙상블명  | 방송국명                        | 호출부호  | 채널(주파수)         | 출력 | 가시청권             |
| MY MBC    | MY MBC                          | HLAN-TDMB | CH 13-A (211.280MHz) | 20W  | 삼척시 원덕읍 호산리 |

## 화악산 송신소
- 연 위치 : 경기 가평군 북면 화악2리 산218-2

| 디지털TV |                   |          |          |       |                                                                                      |
| 가상채널 | 방송국명          | 호출부호 | 물리채널 | 출력  | 가시청권                                                                             |
| CH 6-1   | G1방송 TV         | HLCG-DTV | CH 40    | 2.5㎾ | 춘천, 화천, 철원 일부, 인제 일부, 양구 일부, 홍천 일부, 포천 일부, 가평, 남양주 일부 |
| CH 7-1   | KBS춘천 DTV2      | HLCE-DTV | CH 35    | 2.5㎾ | 춘천, 화천, 철원 일부, 인제 일부, 양구 일부, 홍천 일부, 포천 일부, 가평, 남양주 일부 |
| CH 9-1   | KBS춘천 DTV1      | HLKM-DTV | CH 23    | 2.5㎾ | 춘천, 화천, 철원 일부, 인제 일부, 양구 일부, 홍천 일부, 포천 일부, 가평, 남양주 일부 |
| CH 10-1  | EBS 1TV           | HLQL-DTV | CH 18    | 2.5㎾ | 춘천, 화천, 철원 일부, 인제 일부, 양구 일부, 홍천 일부, 포천 일부, 가평, 남양주 일부 |
| CH 10-2  | EBS 2TV           | HLQL-DTV | CH 18    | 2.5㎾ | 춘천, 화천, 철원 일부, 인제 일부, 양구 일부, 홍천 일부, 포천 일부, 가평, 남양주 일부 |
| CH 11-1  | 춘천MBC DTV       | HLAN-DTV | CH 33    | 2.5㎾ | 춘천, 화천, 철원 일부, 인제 일부, 양구 일부, 홍천 일부, 포천 일부, 가평, 남양주 일부 |
| FM라디오 |                   |          |          |       |                                                                                      |
| 주파수   | 방송국명          | 호출부호 |          | 출력  | 가시청권                                                                             |
| 91.1㎒   | KBS춘천 음악FM    | HLKM-FM  |          | 5㎾   | 강원 영서 북부, 경기 동북부 일부                                                     |
| 96.7㎒   | KFN 라디오        | HLSE-FM  |          | 5㎾   | 강원 영서 북부, 경기 동북부 일부                                                     |
| 98.7㎒   | KBS춘천 제2라디오 | HLCE-SFM |          | 3㎾   | 강원 영서 북부, 경기 동북부 일부                                                     |
| 99.5㎒   | KBS춘천 제1라디오 | HLKM-SFM |          | 5㎾   | 강원 영서 북부, 경기 동북부 일부                                                     |
| 106.5㎒  | EBS FM            | HLQL-FM  |          | 5㎾   | 강원 영서 북부, 경기 동북부 일부                                                     |